# 357 km (obwód pskowski)
357 km (ros. 357 км) – przystanek kolejowy w lasach, w rejonie newelskim, w obwodzie pskowskim, w Rosji. Położony jest na linii Wielkie Łuki - Newel, w oddaleniu od skupisk ludzkich. Najbliższą miejscowością jest Kolesnikowo. W pobliżu znajduje się jezioro Czerietwicy.